# Cobblestone Jazz
I Cobblestone Jazz sono un quartetto di musica elettronica canadese. Il gruppo è formato da Mathew Jonson, Danuel Tate, Tyger Dhula e Colin de la Plante. Hanno esordito nel 2007 con il doppio album 23 Seconds per la !K7. Tre anni dopo vede la luce il secondo lavoro sempre per la stessa etichetta, The Modern Deep Left Quartet.

## Discografia

### Album
- 2007 - 23 Seconds (!K7)
- 2010 - The Modern Deep Left Quartet (Wagon Repair/!K7)